# Roztoky u Jilemnice (stacja kolejowa)
Roztoky u Jilemnice – stacja kolejowa w miejscowości Roztoky u Jilemnice, w kraju libereckim, w Czechach. Znajduje się na wysokości 415 m n.p.m..
Jest zarządzana przez Správę železnic. Na stacji istnieje możliwości zakupu biletów i rezerwacji miejsc.

## Linie kolejowe
- 040 Chlumec nad Cidlinou - Trutnov